# Ischnocampa pseudomathani
Ischnocampa pseudomathani là một loài bướm đêm thuộc phân họ Arctiinae, họ Erebidae.